# Liste der Monuments historiques in Rétaud
Die Liste der Monuments historiques in Rétaud führt die Monuments historiques in der französischen Gemeinde Rétaud auf.

## Liste der Bauwerke
| Bezeichnung         | Beschreibung                    | Standort                   | Kennzeichnung | Schutzstatus   | Datum | Bild           |
| ------------------- | ------------------------------- | -------------------------- | ------------- | -------------- | ----- | -------------- |
| Château de Chatenet | Schloss aus dem 15. Jahrhundert | (Lage)                     | PA00104856    | Classé Inscrit | 1942  |                |
| Schule              | Erbaut im 18. Jahrhundert       | 1, rue Saint-Trojan (Lage) | PA00104857    | Inscrit        | 1931  |                |
| Kirche St-Trojan    | Erbaut im 12. Jahrhundert       | Place de l’Église (Lage)   | PA00104858    | Classé         | 1862  | weitere Bilder |
| Logis de Vallade    | Erbaut 1746                     | (Lage)                     | PA00105319    | Inscrit        | 1992  | weitere Bilder |

## Liste der Objekte
| Bezeichnung | Beschreibung                         | Standort                                   | Kennzeichnung | Schutzstatus | Datum | Bild |
| ----------- | ------------------------------------ | ------------------------------------------ | ------------- | ------------ | ----- | ---- |
| Sonnenuhr   | Zweites Viertel des 17. Jahrhunderts | 1, rue Saint-Trojan (in der Schule) (Lage) | PM17000250    | Classé       | 1938  |      |
| Opferschale | Kupfer, 17./18. Jahrhundert          | in der Kirche St-Trojan (Lage)             | PM17001776    | Inscrit      | 1994  |      |